# Tetracanthella subdeficiens
Tetracanthella subdeficiens is een springstaartensoort uit de familie van de Isotomidae. De wetenschappelijke naam van de soort werd voor het eerst geldig gepubliceerd in 1987 door Louis Deharveng.